# The Winter of '88
Albums de Johnny Winter
Third Degree
(1986) Let Me In
(1991)
The Winter of '88, paru en 1988, est le quatorzième album studio de Johnny Winter.

## L'album
Premier et seul album studio de Johnny Winter pour le label Voyager Records, filiale de MCA. L'album a été enregistré à Memphis (Tennessee) en mai et juin 1988.
Un seul titre est composé par Johnny. Les autres titres sont soit des reprises, soit des titres composés pour lui.
Premier album avec Tom Compton qui accompagnera Johnny pendant dix ans. Dernier album avec Jon Paris qui l'accompagnait depuis 1979.
La réédition de 1991 par MCA compte deux chansons supplémentaires.

## Musiciens
- Johnny Winter : chant, guitare
- Jon Paris : basse, harmonica
- Tom Compton : batterie

## Les titres de l'album
| No  | Titre                      | Durée |
| --- | -------------------------- | ----- |
| 1.  | Close to Me                | 4:33  |
| 2.  | Rain                       | 5:27  |
| 3.  | Stranger Blues             | 4:07  |
| 4.  | Ain't It Just Like a Woman | 2:57  |
| 5.  | World of Contradictions    | 4:18  |
| 6.  | Lightning                  | 5:43  |
| 7.  | Looking For Trouble        | 3:56  |
| 8.  | Show Me                    | 4:45  |
| 9.  | Anything For Your Love     | 4:02  |
| 10. | Look Away                  | 5:57  |

| 11. | Mother Earth | 5:48 |
| 12. | It'll Be Me  | 2:30 |

## Informations sur le contenu de l'album
- Les parties de claviers sont assurées par Terry Manning.
- Close to Me, Show Me et Anything For Your Love ont été composés par Jerry Lynn Williams pour Johnny Winter.
- Rain a été composé par Dan Daley pour Johnny Winter.
- Stranger Blues est une reprise d'Elmore James (1962).
- Ain't It Just Like a Woman est une reprise de Louis Jordan (1946).
- Lightning a été composé par Fred James et Bleu Jackson pour Johnny Winter.
- Looking For Trouble a été composé par Tom Larsen pour Johnny Winter.
- Une autre version de Anything For Your Love se trouve sur l'album Journeyman d'Eric Clapton (1989).
- Look Away a été composé par Terry Manning pour Johnny Winter.
- Mother Earth est une reprise de Memphis Slim (1959).
- It'll Be Me est une composition de Jack Clement pour Jerry Lee Lewis (1957).